# Joel Lundqvist
Joel Per Lundqvist (ur. 2 marca 1982 w Åre) – szwedzki hokeista grający na pozycji napastnika (centra), reprezentant kraju, olimpijczyk.

## Wczesne życie
Joel Lundqvist jest synem Evy Johansson i Petera Lundqvista. Ma starszą siostrę Gabrielle oraz brata bliźniaka, Henrika, który również był hokeistą grającym na pozycji bramkarza. Urodził się w Åre w regionie Jämtland, gdzie najpopularniejszą zimową dyscypliną sportową jest narciarstwo alpejskie, jednak bracia zdecydowali się na hokej na lodzie. Zimą ich nauczyciele w przedszkolu używali piaskownicy o wymiarach 9x3m do zamrażania zewnętrznego lodowiska, na którym bliźniacy często jeździli na łyżwach. Zainteresowanie braci hokejem na lodzie wzrosło, kiedy poszli na mecz Västry Frölunda w hali Scandinavium w Göteborgu wraz z ojcem, który pracował dla firmy sponsorującej klub, który wkrótce stał się ulubioną drużyną braci. W 1993 roku rodzina przeniosła się do Båstad w regionie Skania na południu Szwecji, by wspierać karierę tenisową siostry Gabrielli.

## Kariera

### Wczesna kariera
Joel Lundqvist wraz z bratem bliźniakiem Henrikiem karierę sportową rozpoczął w 1990 roku w Järpens IF. Podczas jednego z treningów, kiedy trener zapytał, czy ktoś nie chce grać na pozycji bramkarza, Joel złapał i podniósł ramię brat i wskazał go na ochotnika. W 1993 roku po przeprowadzce rodziny do Båstad bracia zostali zawodnikami lokalnego klubu BK Rögle, a w 1995 roku zostali wybrani do regionalnej drużyny Skanii na turniej Sverigepucken. W 1996 roku Henrik został wybrany do gry w tej drużynie na turniej TV-pucken oraz w 1997 roku, kiedy Joel również został wybrany.

### Västra Frölunda
W 1998 roku podczas Scandinavium Cup w Göteborgu bracia byli obserwowani przez przedstawicieli Västry Frölunda, po czym menedżer drużyny juniorskiej oraz trener drużyny U-16, Janne Karlsson skontaktował się z ojcem braci, iż wyraził zainteresowanie ich grą, o czym obaj dowiedzieli podczas powrotu do Båstad. Wkrótce bracia podpisali kontrakt z klubem, w którym występowali najpierw w latach 1998–1999 w drużynie U-18, potem w latach 1999–2000 oraz w 2002 roku w drużynie U-20, po czym przeszli do seniorskiej drużyny klubu oraz znaleźli się w drafcie NHL 2000: Joel został wybrany w 3. rundzie z numerem 68 przez Dallas Stars, natomiast Henrik został wybrany w 7. rundzie z numerem 205 przez New York Rangers. Z powodu zbyt silnej konkurencji w klubie, bracia w sezonie 2000/2001 grali w ramach wypożyczenia w występującym w HockeyAllsvenskan HC Mölndal, po czym wrócili do klubu, w którym byli podstawowymi zawodnikami (Joel w sezonie 2001/2002 był nominowany do nagrody Debiutanta Roku w Svenska hockeyligan. Zdobyli z klubem dwukrotnie Puchar Le Mata – trofeum za triumf w mistrzostwo Szwecji (2003, 2005).
W 2005 roku drogi braci się rozeszły, gdy Henrik przeszedł do występującego w lidze NHL New York Rangers. W sezonie 2005/2006 dotarł d finału Svenska hockeyligan, w którym jego klub przegrał rywalizację 4:2 z Färjestad BK.

### Dallas Stars

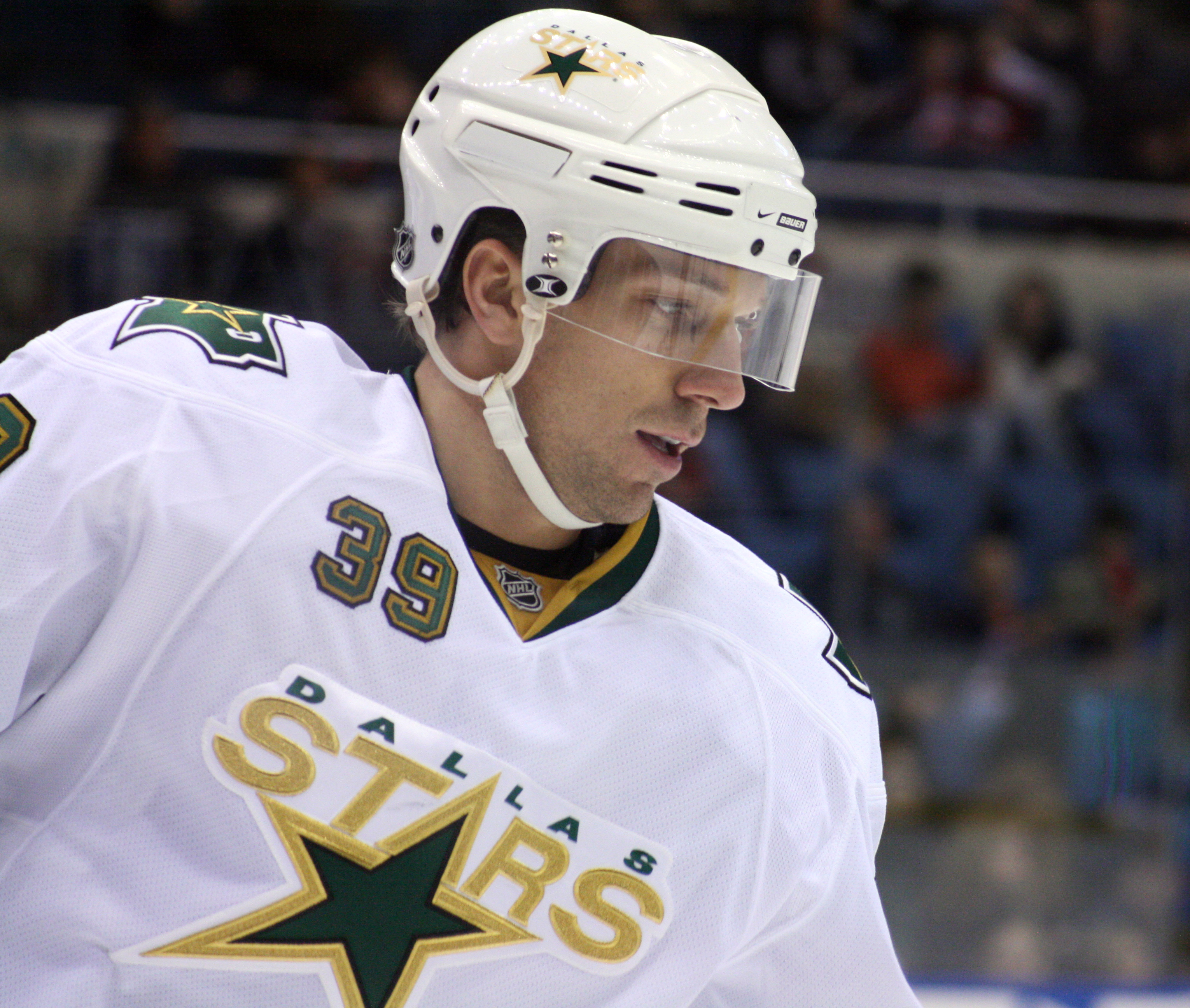
Joel Lundqvist w barwach Dallas Stars, 2007 roku.

W maju 2006 roku podpisał podstawowy, roczny, dwukierunkowy kontrakt z klubem ligi NHL, Dallas Stars, jednak przez pierwszą część sezonu 2006/2007 grał w występującym w lidze AHL klubie farmerskim Iowa Stars, w którym łącznie w sezonie 2006/2007 w 40 meczach zdobył 38 punktów (16 goli, 22 asysty) oraz spędził 30 minut na ławce kar, a także został wybrany do pierwszej drużyny gwiazd AHL. W lidze NHL zadebiutował 4 grudnia 2006 roku w wygranym 1:0 meczu wyjazdowym z San Jose Sharks. 14 grudnia 2006 roku jego klub przegrał 5:2 w meczu u siebie z New York Rangers, którego bramkarzem był jego brat bliźniak Henrik. To pierwsza sytuacja w lidze NHL, kiedy bramkarz grał przeciwko swojemu bratu bliźniakowi. Bracia Lundqvistovie są tym samym trzecią parą bliźniaków w lidze NHL, która grała ze sobą w meczu ligi.
17 stycznia 2007 roku w wygranym 4:2 meczu wyjazdowym z Calgary Flames zdobył swojego pierwszego gola w lidze NHL, kiedy w 26. minucie po asyście swojego rodaka, Mathiasa Tjarnqvista pokonał bramkarza drużyny przeciwnej, Miikkę Kiprusoffa. Po przegranej rywalizacji 4:3 z Vancouver Canucks w ćwierćfinale Konferencji Wschodniej w fazie play-off wrócił do Iowa Stars, w którym grał także przez pierwszą część sezonu 2007/2008. Z Dallas Stars odszedł po sezonie 2008/2009.

### Powrót do HC Frölundy
Następnie wrócił do HC Frölundy, w którym został kapitanem. W 2011 roku został nominowany do Guldpucken – nagrody dla najlepszego szwedzkiego hokeisty. Zdobył z klubem dwukrotne mistrzostwo Szwecji (2016, 2019) oraz 3. miejsce w Svenska hockeyligan w sezonie 2014/2015, a także czterokrotnie triumfował w Hokejowej Lidze Mistrzów (2016, 2017 – MVP, 2019, 2020).
8 lutego 2023 roku ogłosił koniec kariery sportowej po sezonie 2022/2023.

## Kariera reprezentacyjna
Joel Lundqvist w latach 1998–1999 w reprezentacji Szwecji U-17 rozegrał 3 mecze, w latach 1999–2000 w reprezentacji Szwecji U-18 rozegrał 12 meczów, w których zdobył 13 punktów (6 goli, 7 asyst) oraz spędził 18 minut na ławce kar, a także zdobył 3. miejsce na mistrzostwach świata U-18 2000 po wygranym 7:1 w decydującym meczu z reprezentacją Szwajcarii U-18, rozegranym 24 kwietnia 2000 roku na Eishalle Schluefweg w Kloten. W latach 2000–2001 w reprezentacji Szwecji U-19 rozegrał 7 meczów, w których zdobył 3 punkty (2 gole, 1 asysta), natomiast w latach 2001–2002 w reprezentacji Szwecji U-20 rozegrał 15 meczów, w których zdobył 6 punktów (4 gole, 2 asysty) oraz spędził 6 minut na ławce kar, a także wziął udział na mistrzostwach świata juniorów 2002 w Czechach, w których drużyna Trzech Koron zajęła 6. miejsce.
W seniorskiej reprezentacji Szwecji w latach 2002–2018 rozegrał 146 meczów, w których zdobył 38 punktów (18 goli, 20 asyst) oraz spędził 86 minut na ławce kar. Uczestniczył na turnieju olimpijskim 2018 w Pjongczangu, na których drużyna Trzech Koron zajęła 5. miejsce po niespodziewanej porażce 21 lutego 2018 roku na Kwandong Hockey Center w Gangneungu 3:4 po dogrywce z późniejszymi wicemistrzami turnieju, reprezentacją Niemiec, a także 7-krotnie na mistrzostwach świata (2006 – mistrzostwo świata, 2009 – 3. miejsce, 2012, 2013 – mistrzostwo świata, 2014 – 3. miejsce, 2015, 2017 – mistrzostwo świata).

## Statystyki
Pogrubioną czcionką oznaczono najlepszy wynik w lidze

### Klubowe
| 1998/1999          | Västra Frölunda    | Allsv18            | 32  | 26  | 38  | 64  | 37  | 4   | 3  | 1  | 4  | 2   |
| 1999/2000          | Västra Frölunda    | Allsv18            | 4   | 2   | 4   | 6   | 4   | —   | —  | —  | —  | —   |
| 1999/2000          | Västra Frölunda    | J20                | 25  | 7   | 12  | 19  | 2   | 6   | 2  | 3  | 5  | 2   |
| 2000/2001          | Västra Frölunda    | J20                | 9   | 4   | 10  | 14  | 12  | —   | —  | —  | —  | —   |
| 2000/2001          | Västra Frölunda    | SEL                | 9   | 0   | 0   | 0   | 0   | —   | —  | —  | —  | —   |
| 2000/2001          | HC Mölndal         | Allsv              | 17  | 10  | 5   | 15  | 10  | 9   | 8  | 8  | 16 | 0   |
| 2001/2002          | Västra Frölunda    | SEL                | 46  | 12  | 14  | 26  | 28  | 10  | 1  | 3  | 4  | 8   |
| 2001/2002          | Västra Frölunda    | J20                | —   | —   | —   | —   | —   | 1   | 0  | 0  | 0  | 0   |
| 2002/2003          | Västra Frölunda    | SEL                | 50  | 17  | 20  | 37  | 113 | 16  | 6  | 3  | 9  | 12  |
| 2003/2004          | Västra Frölunda    | SEL                | 49  | 9   | 14  | 23  | 48  | 10  | 2  | 2  | 4  | 8   |
| 2004/2005          | HC Frölunda        | SEL                | 50  | 7   | 12  | 19  | 38  | 13  | 2  | 5  | 7  | 57  |
| 2005/2006          | HC Frölunda        | SEL                | 49  | 10  | 22  | 32  | 87  | 17  | 3  | 4  | 7  | 34  |
| 2006/2007          | Iowa Stars         | AHL                | 40  | 16  | 22  | 38  | 30  | 9   | 6  | 4  | 10 | 10  |
| 2006/2007          | Dallas Stars       | NHL                | 36  | 3   | 3   | 6   | 14  | 7   | 2  | 0  | 2  | 6   |
| 2007/2008          | Iowa Stars         | AHL                | 8   | 2   | 4   | 6   | 2   | —   | —  | —  | —  | —   |
| 2007/2008          | Dallas Stars       | NHL                | 55  | 3   | 11  | 14  | 22  | 18  | 2  | 5  | 7  | 8   |
| 2009/2010          | HC Frölunda        | SEL                | 49  | 11  | 20  | 31  | 34  | 1   | 0  | 0  | 0  | 0   |
| 2010/2011          | HC Frölunda        | SEL                | 31  | 9   | 8   | 17  | 16  | —   | —  | —  | —  | —   |
| 2011/2012          | HC Frölunda        | SEL                | 48  | 11  | 19  | 30  | 63  | 6   | 0  | 2  | 2  | 4   |
| 2012/2013          | HC Frölunda        | SEL                | 55  | 12  | 22  | 34  | 57  | 6   | 3  | 2  | 5  | 6   |
| 2013/2014          | HC Frölunda        | SHL                | 46  | 3   | 14  | 17  | 59  | 7   | 1  | 2  | 3  | 4   |
| 2014/2015          | HC Frölunda        | SHL                | 55  | 5   | 17  | 22  | 18  | 13  | 3  | 2  | 5  | 4   |
| 2015/2016          | HC Frölunda        | SHL                | 45  | 19  | 19  | 38  | 22  | 3   | 1  | 2  | 3  | 0   |
| 2016/2017          | HC Frölunda        | SHL                | 51  | 9   | 17  | 26  | 24  | 14  | 2  | 10 | 12 | 6   |
| 2017/2018          | HC Frölunda        | SHL                | 43  | 4   | 16  | 20  | 49  | 6   | 1  | 0  | 1  | 2   |
| 2018/2019          | HC Frölunda        | SHL                | 51  | 13  | 18  | 31  | 26  | 16  | 6  | 7  | 13 | 35  |
| 2019/2020          | HC Frölunda        | SHL                | 46  | 17  | 14  | 31  | 39  | —   | —  | —  | —  | —   |
| 2020/2021          | HC Frölunda        | SHL                | 39  | 10  | 13  | 23  | 45  | 4   | 0  | 0  | 0  | 4   |
| 2021/2022          | HC Frölunda        | SHL                | 52  | 9   | 16  | 25  | 28  | 9   | 1  | 1  | 2  | 2   |
| Łącznie w AllsvU18 | Łącznie w AllsvU18 | Łącznie w AllsvU18 | 36  | 28  | 42  | 70  | 41  | 4   | 3  | 1  | 4  | 2   |
| Łącznie w AllsvU20 | Łącznie w AllsvU20 | Łącznie w AllsvU20 | 34  | 11  | 22  | 33  | 14  | 7   | 2  | 3  | 5  | 2   |
| Łącznie w SEL/SHL  | Łącznie w SEL/SHL  | Łącznie w SEL/SHL  | 864 | 188 | 294 | 482 | 800 | 162 | 33 | 49 | 82 | 190 |
| Łącznie w Allsv    | Łącznie w Allsv    | Łącznie w Allsv    | 17  | 10  | 5   | 15  | 10  | 9   | 8  | 8  | 16 | 0   |
| Łącznie w AHL      | Łącznie w AHL      | Łącznie w AHL      | 48  | 18  | 26  | 44  | 32  | 9   | 6  | 4  | 10 | 10  |
| Łącznie w NHL      | Łącznie w NHL      | Łącznie w NHL      | 134 | 7   | 19  | 26  | 56  | 25  | 4  | 5  | 9  | 14  |

### Reprezentacyjne
| Rok               | Drużyna           | Turniej           | Miejsce           |    | M | G | A  | Pkt | Min |
| ----------------- | ----------------- | ----------------- | ----------------- | -- | - | - | -- | --- | --- |
| 2000              | Szwecja U-18      | MŚU18             |                   | 6  | 3 | 1 | 4  | 2   |     |
| 2002              | Szwecja U-20      | MŚJ               | 6                 | 7  | 1 | 1 | 2  | 6   |     |
| 2006              | Szwecja           | MŚ                |                   | 8  | 1 | 0 | 1  | 4   |     |
| 2009              | Szwecja           | MŚ                |                   | 1  | 0 | 0 | 0  | 0   |     |
| 2012              | Szwecja           | MŚ                | 6                 | 3  | 1 | 1 | 2  | 2   |     |
| 2013              | Szwecja           | MŚ                |                   | 10 | 0 | 3 | 3  | 6   |     |
| 2014              | Szwecja           | MŚ                |                   | 10 | 1 | 0 | 1  | 4   |     |
| 2015              | Szwecja           | MŚ                | 5                 | 8  | 2 | 1 | 3  | 0   |     |
| 2017              | Szwecja           | MŚ                |                   | 10 | 1 | 1 | 2  | 4   |     |
| 2018              | Szwecja           | IO                | 5                 | 4  | 0 | 0 | 0  | 6   |     |
| Razem jako junior | Razem jako junior | Razem jako junior | Razem jako junior | 13 | 4 | 2 | 6  | 8   |     |
| Razem jako senior | Razem jako senior | Razem jako senior | Razem jako senior | 54 | 6 | 6 | 12 | 26  |     |

## Sukcesy

### Zawodnicze
Västra/HC Frölunda
- Mistrzostwo Szwecji: 2003, 2005, 2016, 2019
- Wicemistrzostwo Szwecji: 2006
- 3. miejsce Elitserien: 2015
- Hokejowa Liga Mistrzów: 2016, 2017, 2019, 2020
- Finał Hokejowej Ligi Mistrzów: 2015

Reprezentacyjne
- Mistrzostwo świata: 2006, 2013, 2017
- 3. miejsce na mistrzostwach świata: 2009, 2014
- 3. miejsce na mistrzostwach świata U-18: 2000

### Indywidualne
- Pierwsza drużyna gwiazd AHL: 2007
- MVP Hokejowej Ligi Mistrzów: 2017

### Rekordy
- Najwięcej meczów w Svenska hockeyligan: 864 mecze